# Gwiazdoząb rdzawy

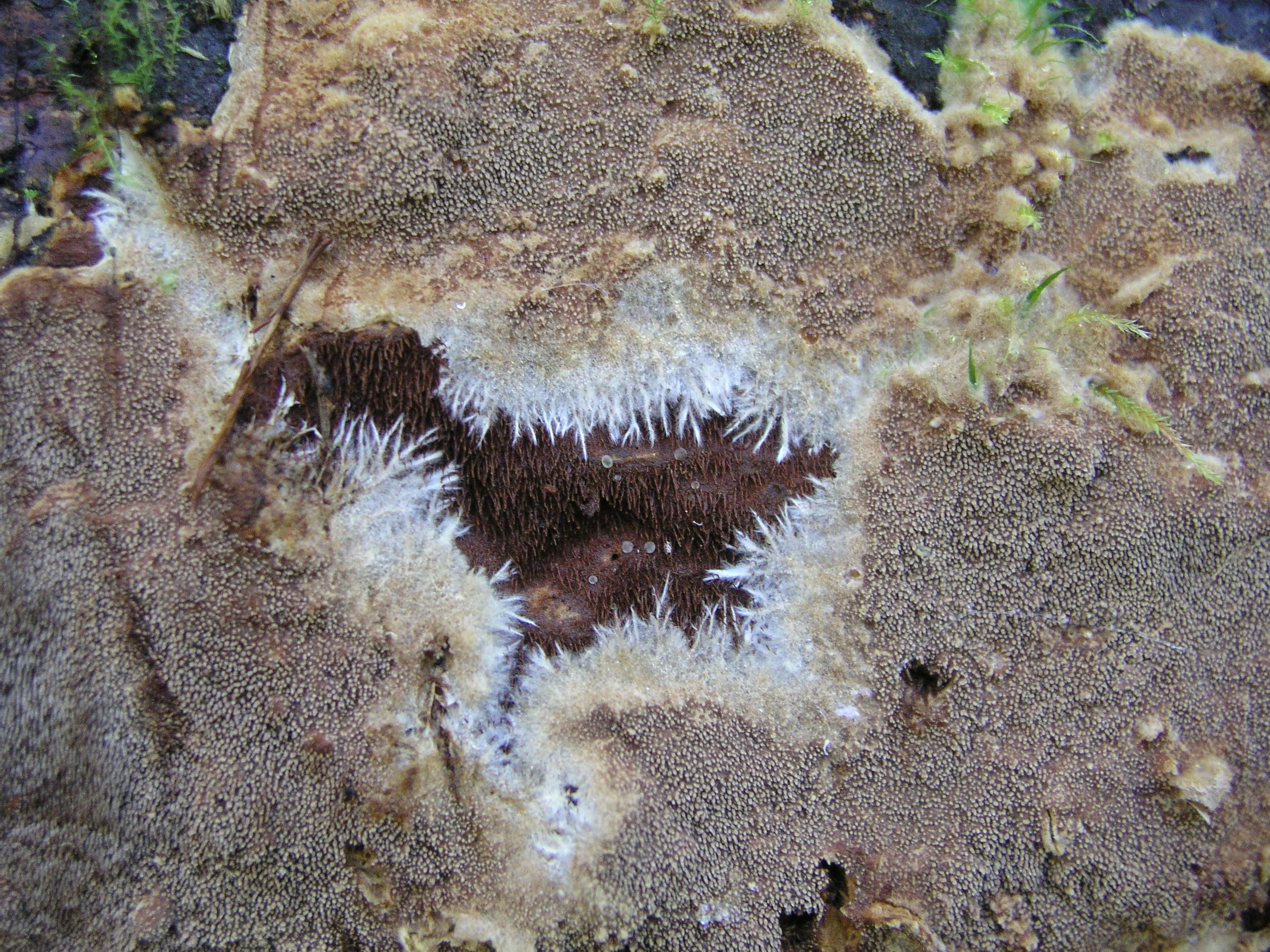

Gwiazdoząb rdzawy (Asterodon ferruginosus (Bres.) Jülich) – gatunek grzybów z rodziny szczeciniakowatych (Hymenochaetaceae).

## Systematyka i nazewnictwo
Pozycja w klasyfikacji według Index Fungorum: Asterodon, Hymenochaetaceae, Hymenochaetales, Agaricomycetidae, Agaricomycetes, Agaricomycotina, Basidiomycota, Fungi.
Takson ten po raz pierwszy opisał Narcisse Théophile Patouillard w 1894 r. Polską nazwę zaproponował Władysław Wojewoda w 2003 r.

## Morfologia
Owocnik
Roczny, rozpostarty o bardzo zmiennej grubości od 0,2–8 mm, średnicy do 20 cm i łatwy do oddzielenia od podłoża. Powierzchnia żelazisto-ochrowa lub śniada, kłaczkowata, z szydłowatymi kolcami o długości 1–1,5 mm, średnicy 0,2–0,3 mm i szerokiej nasadzie. Brzeg z licznymi, czasem rozgałęzionymi, miękkimi, białawymi, później brązowawymi nitkami grzybni o średnicy do 0,7 mm.
Cechy mikroskopowe
System strzępkowy dimityczny. Strzępki generatywne o szerokości 1,5–3 µm, septowane (z przegrodami), bez sprzążek, o cienkich i bezbarwnych lub lekko pogrubionych i blado ochrowych, gładkich ścianach. Strzępki szkieletowe o szerokości 2,5–3,5 µm, nierozgałęzione lub rzadko jednokrotnie rozwidlone, bezprzegrodowe, o gładkich, brązowawochrowych ścianach grubości 0,5–1 µm i wyraźnym światłem. Brak skórki i warstwy podskórkowej. Kontekst złożony z warstwy strzępek o grubości 200–1000 µm, brak ciemnej linii nad hymenium.
Zarodniki 5–6 × 4–4,5 µm lub 6–8 × 4–5 µm, białe, gładkie, elipsoidalne, z dużą gutulą. Występują bazydiole bez inkrustacji. Podstawki według różnych autorów 18–25 × 5–8 µm lub 14–20 × 6–7 µm z 4 sterygmami o długości 4, 4–5 µm. Cystydy 16–25 × 3–5 µm, nieco nabrzmiałe z wąskim cylindrycznym wyrostkiem o szerokości 1,5 µm, cienkościenne, bezbarwne. Szczecinki błoniaste 25–45 × 5–10 µm, wrzecionowato nabrzmiałe, ostre, proste lub zakrzywione u podstawy, o gładkich grubych, brązowych ścianach, przeważnie na kolcach przeważnie proste, między kolcami zwykle gwiazdkowate z 1–4 krótkimi ramionami. W kolcach występują także szczecinki niebłoniaste 60–170 × 6–7 µm, proste, lub rzadko jednorazowo rozwidlone (nigdy gwiaździste), czasem z krótką gałązką boczną przekształconą w błoniastą szczecinkę, bezprzegrodowe, ostre, o gładkich brązowych ściankach grubości do 2,5 µm, z dłuższą lub krótszą szypułką zwężającą się do strzępki generatywnej. W owocniku występują także szczecinki gwiaździste z 4–6 ostrymi ramionami o długości do 90 µm i szerokości 5–7 µm u podstawy, sztywne o gładkich brązowych ściankach o grubości 1–2 µm, rzadko jednorazowo rozwidlone, często nieco zakrzywione, bezprzegrodowe, w środkowej części nieco nabrzmiałe, z długą szypułką zwężająca się do strzępki generatywnej. Największe szczecinki są w subikulum przy podłożu, mniejsze w subhymenium.

## Występowanie i siedlisko
Opisano występowanie gwiazdozęba rdzawego w USA i Kanadzie, w Europie i Azji. W Polsce do 2003 r. znane były tylko jedno stanowisko w Puszczy Augustowskiej (W. Wojewoda, 2000). Znajduje się na Czerwonej liście roślin i grzybów Polski. Ma status E – gatunek wymierający, którego przeżycie jest mało prawdopodobne, jeśli nadal będą działać czynniki zagrożenia.
Nadrzewny grzyb saprotroficzny. Występuje w lasach iglastych i mieszanych na martwym drewnie, głównie drzew iglastych, zwłaszcza świerka, rzadko na drewnie drzew liściastych. Rozwija się na spróchniałych kłodach, pod korzeniami starych zgniłych pniaków lub w ściółce leśnej. Czasami na starych owocnikach rozwijają się nowe.